# Ya tayr el tayer
Ya tayr el tayer é um filme biográfico palestino de 2015 dirigido e escrito por Hany Abu-Assad. A obra conta a história de Mohammed Assaf e foi selecionada como representante de seu país ao Oscar de melhor filme estrangeiro em 2017.

## Elenco
- Tawfeek Barhom
- Kais Attalah
- Hiba Attalah
- Ahmad Qasem
- Abdel Kareem Barakeh
- Nadine Labaki